# 服部百音
服部 百音（はっとり もね、1999年9月14日 - ）は、日本のヴァイオリニスト。
東京都出身。

## 人物・来歴
5歳でヴァイオリンを始める。ヴァイオリンを鈴木亜久里、辰巳明子、ザハール・ブロンに師事。
8歳でオーケストラと共演し、2009年、10歳の時に、ポーランドで行われたリピンスキ・ヴィエニヤフスキ国際コンクールで第1位及び特別賞を受賞、史上最年少記録となった。11歳でミラノのヴェルディホールでリサイタルデビュー以降、ロシア、スイス、イタリア、ポルトガル、ドイツなど国内外でオーケストラとの共演やリサイタル活動を行う。2013年、ブルガリアで行われた第9回ヤング・ヴィルトゥオーゾ国際ヴァイオリンコンクールでグランプリ及び特別賞を受賞、同年ロシアで行われたノヴォシビルスク国際ヴァイオリンコンクールにおいて13歳でシニア部門を飛び級で参加し、最年少グランプリを受賞、並びに審査員特別賞、新曲賞を受賞。2015年にはスイスで開催されたボリス・ゴールドシュタイン国際ヴァイオリンコンクールでグランプリを受賞。合計4回のグランプリおよび特別賞を受賞している。同年4月にウラディーミル・アシュケナージ指揮EUユース管弦楽団と、スイス、イタリアで共演。翌年サンクトペテルブルクのマリインスキー劇場で演奏。国内ではリサイタルツアーを行った。2016年10月にCD「ショスタコーヴィチ：ヴァイオリン協奏曲第1番、ワックスマン：カルメン幻想曲」を発表し、レコード芸術で特選盤等、高い評価を受けた。2017年まで東京音楽大学付属高等学校の特別特待奨学生として在籍していた。桐朋学園大学ソリストディプロマコースに在学、およびスイスのザハール・ブロン・アカデミーに在籍している。2021年10月桐朋学園大学音楽学部大学院に進学。
2017年3月に新日鉄住金音楽賞、岩谷時子賞を受賞。2018年アリオン桐朋音楽賞、服部真二音楽賞、2020年ホテルオークラ音楽賞、出光音楽賞を受賞。2021年ブルガリ アウローラ アワードを受賞。
使用楽器は、日本ヴァイオリンより特別貸与のグァルネリ・デル・ジェズ。
2022年6月、父の隆之とともに徹子の部屋に出演。同番組には祖父の克久と曽祖父の良一も出演経験がある。

### 家族・親族
作曲家 服部隆之と元プロヴァイオリニスト 服部エリの娘、服部克久の孫娘、服部良一の曾孫、バレエダンサーの服部有吉の従姪、服部富子の曾姪孫である。

## 作品
- ワックスマン：カルメン・ファンタジー | ショスタコーヴィチ：ヴァイオリン協奏曲第1番（2016年）AVCL-25904
- Recital（2021年）AVCL-84121
  - プロコフィエフ：ヴァイオリンソナタ第1番
  - エルンスト：夏の名残のバラ
  - シマノフスキ：ノクターンとタランテラ 作品28
  - ショーソン：詩曲 作品25
  - ラヴェル：ツィガーヌ

### 参加作品
- NHK大河ドラマ真田丸音楽全集（2016年）AVCL-25919〜22
  - 真田丸紀行（ヴァイオリン&ピアノ編）
- NHK大河ドラマ真田丸オリジナル・サウンドトラックTHE BEST（2016年）AVCL-25923
  - 真田丸紀行（ヴァイオリン&ピアノ編）
- 服部克久『音楽畑22 The Final?』（2019年）WPCL-13108
  - ル・ローヌ（河）〜3 Generation　Version〜
- ZAKHAR BRON CHAMBER『IMPRESSIONS』（2019年、Ars Produktion）ARS38133S
  - ワックスマン：カルメン幻想曲